# Vojtěch Preissig
Vojtěch Preissig (31. července 1873 Světec – 11. června 1944 Dachau, Německo) byl český grafik, typograf, malíř, ilustrátor, účastník protirakouského i protinacistického odboje.

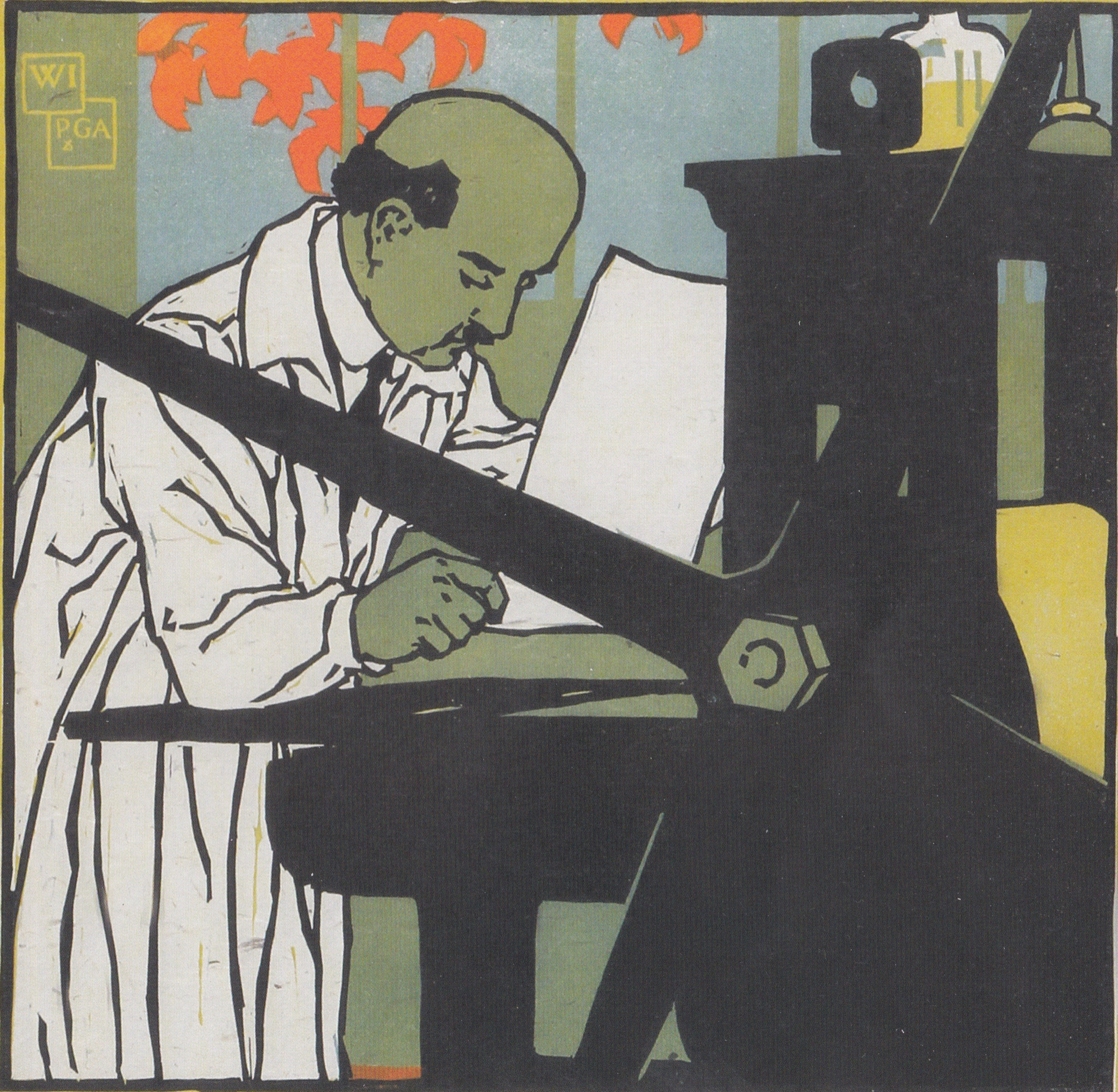
Autoportrét V. Preissiga u tiskařského stroje (barevný linoryt, 1922)

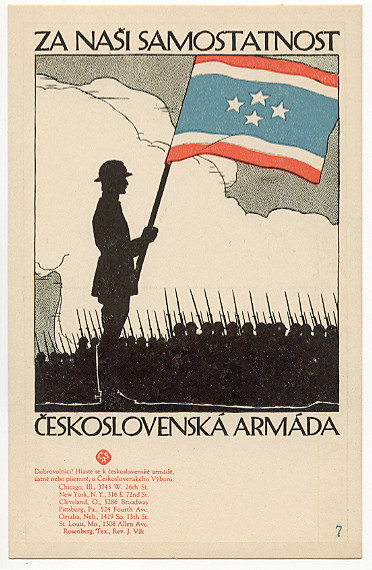
Československá vojenská pohlednice, jejímž autorem je Vojtěch Preissig

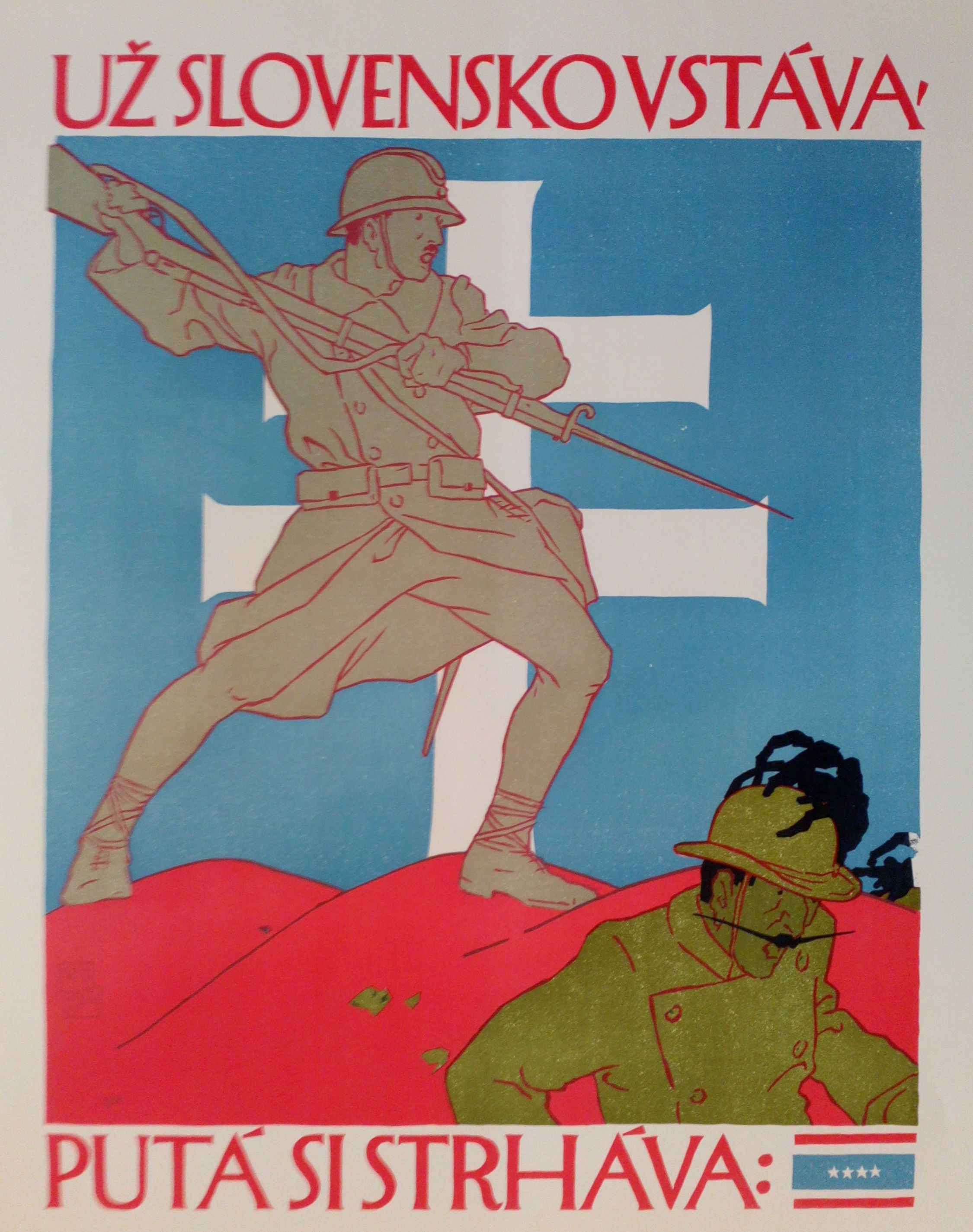
Plakát „Už Slovensko vstáva, putá si strháva“, 1918. Slovenský voják vyhání maďarského žandára. (Slovenský zástupce ČSNR M. A. Getting doporučoval Preissigovi „rušivého“ Maďara z díla vynechat.)

Po skončení studia na pražském reálném gymnáziu (maturita 1892) a dokončení následného studia (1892 až 1897) na pražské Uměleckoprůmyslové škole odjel Vojtěch Preissig v roce 1898 do Paříže. Tady se (mimo jiné) vyučil tiskařskému řemeslu. Do Prahy se vrátil až roku 1903, a to již jako renomovaný grafik. Ve Spojených státech amerických působil od roku 1910 v New Yorku. V roce 1916 dostal Preissig nabídku místa ve Wenthworth institutu v Bostonu a až do roku 1924 tu pracoval ve funkci vedoucího grafického uměleckého oddělení. Během první světové války byl Preissig činný v československém zahraničním odboji, politicky se angažoval od roku 1917, kdy pracoval pro odbočku Československé národní rady dislokovanou v New Yorku. Pro tuto odbočku vytvářel vizuální propagační kampaň (soubory plakátů a pohlednic). Také organizoval nábor českých a slovenských dobrovolníků do československé zahraniční armády ve Francii. Po vstupu Spojených států do první světové války se Viktor Preissig podílel i na propagační kampani americké armády. Po skončení první světové války vytvořil Preissig (v roce 1919) soubor návrhů na československou státní vlajku, ale žádný z jeho návrhů nebyl akceptován.
Ve dvacátých letech dvacátého století se věnoval volné tvorbě jakož i knižní grafice. Po návratu do Československa (1931) pracoval ve třicátých letech dvacátého století jako spolupracovník uměleckého oddělení Památníku osvobození a rovněž se věnoval volné tvorbě. Po vzniku Protektorátu Čechy a Morava se Preissig aktivně zapojil do ilegální protiněmecké odbojové činnosti. Společně se svojí dcerou Irenou Bernáškovou byl v roce 1940 zatčen gestapem a za ilegální činnost vězněn v nacistických koncentračních táborech. Následkem celkového fyzického vyčerpání zemřel v koncentračním táboře Dachau v polovině roku 1944.

## Podrobný životopis
Narodil se ve vile Jakobi v obci Světec. Jeho otec byl důlní inženýr Eduard Preissig (* 1838), matka Berta, rozená Augustinovičová (* 1844). Rodiče s celkem osmi dětmi se v roce 1884 se přestěhovali do Prahy. Od jedenácti let studoval na 1. české reálce v Ječné ulici v Praze, kde v roce 1892 odmaturoval. V maturitním vysvědčení má oznámkované kreslení: „výborný, – práce vynikají hojností a dokonalým provedením“.
Od roku 1892 studoval na pražské Uměleckoprůmyslové škole u Bedřicha Ohmanna, kde svoje studium dokončil roku 1897. O rok později odjel přes Vídeň a Mnichov do Paříže, aby spolupracoval s Alfonsem Muchou a studoval grafické techniky v soukromých ateliérech Emila Delauna a Augusta Schmida.
V roce 1903 se vrátil zpět do Prahy a začal pracovat v České slévárně písma.
Od roku 1905 měl vlastní grafický ateliér, právě grafické práce ve stylu secese z těchto let jsou z jeho tvorby nejznámější. Vynikající byly jeho ilustrace, grafické úpravy knih a plakáty. Vojtěch Pressig založil časopis Česká grafika, dále byl ve Spolku výtvarných umělců Mánes a Sdružení českých umělců grafiků Hollar.
Z důvodu finančních problémů (byl mu soudní exekucí zabaven ateliér) odjel v roce 1910 do Spojených států. Zde byl pedagogem na škole Art Students League a reklamním grafikem. Později učil na Kolumbijské univerzitě. Za pobytu v USA se zabýval typografií a vytvářel abstraktní kompozice, které se blíží pozdějšímu op-artu než tehdejší geometrické abstrakci. Typografii i vyučoval na Wentworth Institut v Bostonu. Experimentoval s asamblážemi – kolážemi z běžných předmětů, otiskoval materiály.
První Pressigovo písmo bylo koncipováno kolem roku 1912, zavedeno bylo 1925 Státní tiskárnou v Praze.
Během 1. světové války žil v USA a podporoval aktivně protirakouský odboj; tvořil náborové plakáty do Československých legií. V kampani za svobodu Československa roku 1918 použil své nové plakátové písmo (verzálky).
Ve 20. letech vznikla více než polovina Preissigových ex libris. Po dlouhotrvajících neúspěších definitivně skončil s grafikou roku 1934. Poté se soustředil na malbu. Více experimentoval s abstrakcí. Roku 1933 byla v Praze v Topičově salonu uspořádána úspěšná Preissigova retrospektivní výstava a ve Světci u Bíliny bylo otevřeno Preissigovo museum.
Roku 1931 se vrátil do Prahy a jeho tvorba se transformovala do abstraktní malby.

### Rodina a protinacistický odboj

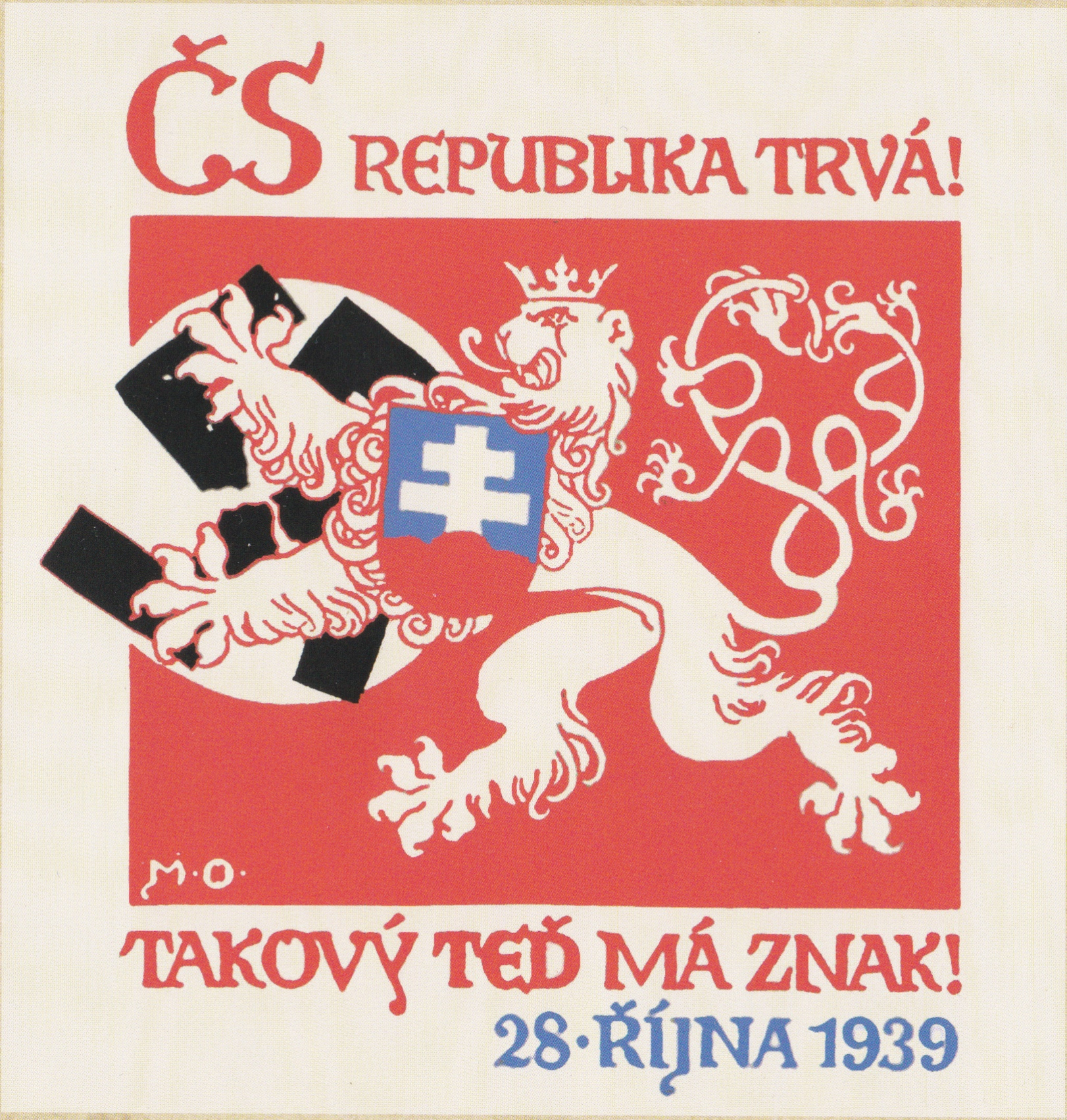
Odbojový leták k 28. říjnu 1939

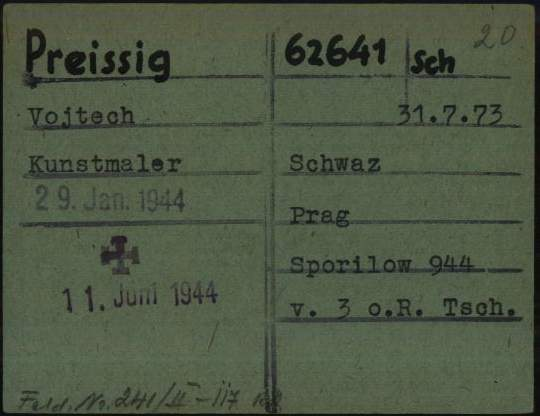
Registrační karta Vojtěcha Preissiga jako vězně v koncentračním táboře Dachau

Dne 30. července 1901 se oženil; s manželkou Irenou, rozenou Vaňousovou ze Žacléře (1882–?) měl tři dcery. Vojtěška se narodila v Paříži (1902–?), prostřední Irena provdaná Bernášková (1904–1942) a nejmladší Yvona (1907–?) se narodily v Praze.
Během nacistické okupace byl členem ilegální skupiny. Se svou dcerou Irenou Bernáškovou jako člen odbojové skupiny vydával ilegální časopis V boj (který měl blízko k odbojové organizaci Obrana národa), byl autorem několika kreseb na titulní straně. S výrobou časopisu pomáhaly obě další dcery i širší příbuzenstvo. Roku 1940 byl zatčen gestapem, později odveden do koncentračního tábora Dachau, kde po třech letech zahynul. Dcera Irena byla popravena v roce 1942 v Berlíně.

## Dílo

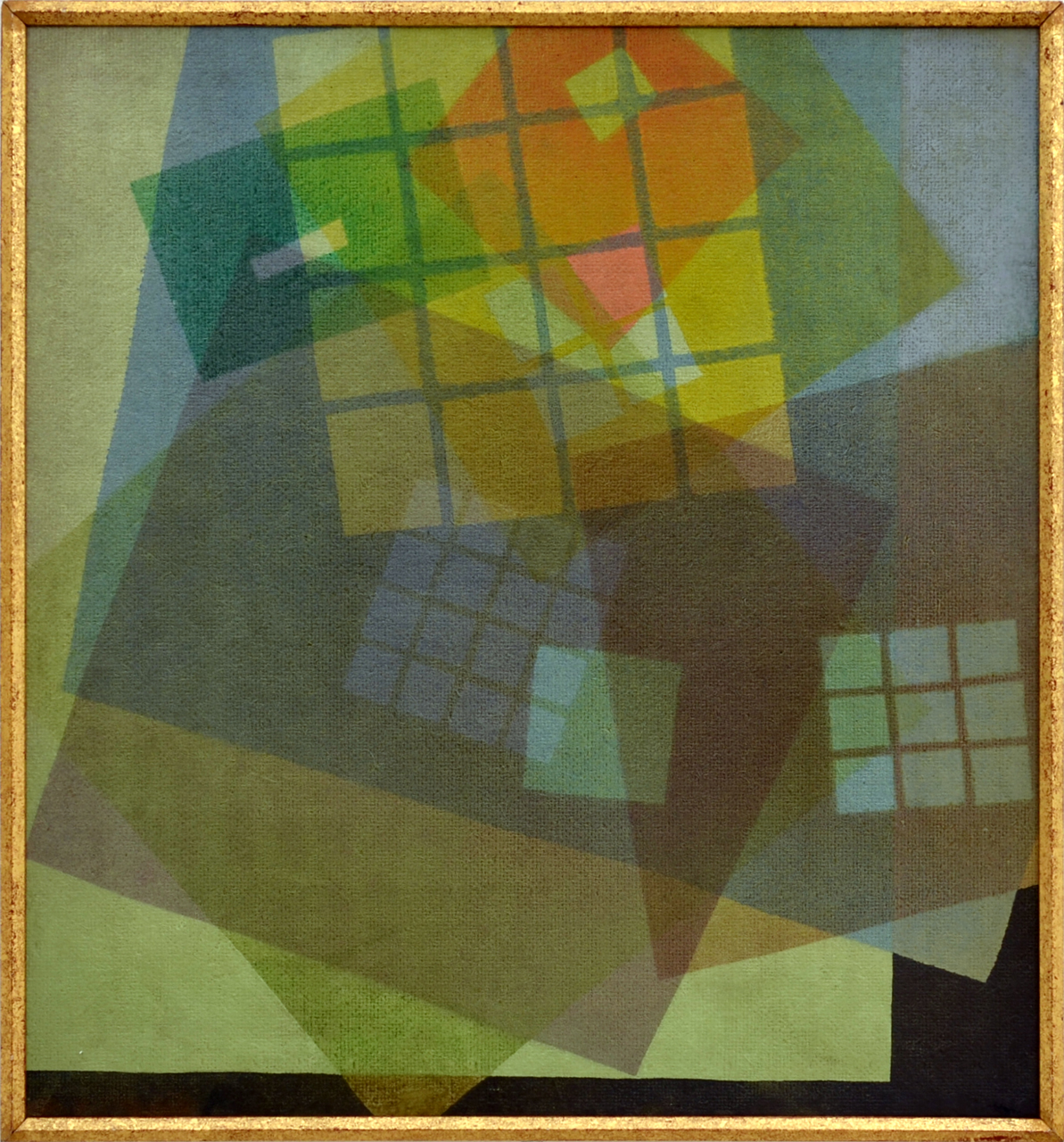
Vojtěch Preissig, Prolínání barevných polí (Obraz č. 24) (1936–1937), AJG Hluboká nad Vltavou

Preissigova potřeba vidět svět v celku, zkoumat souvislosti mezi člověkem a přírodou, kosmickými zákonitostmi zásadním způsobem motivovala jak jeho tvorbu, tak osobní postoj k životu. Zkoumal vzájemné vztahy barev a tvarových konstrukcí, čímž přivedl secesní ornamentiku k novému geometrickému významu. Objevoval nové možnosti tisku z výšky při otisku struktur koláží. V nich poprvé použil provázky, smirkový papír, piliny a nitě. Některé koláže – matrice pro tisk – se zachovaly. Název jim byl dán až dodatečně po Preissigově smrti.
- Knižní ilustrace – nejslavnější je jeho výtvarný doprovod ke Karafiátovým Broučkům (1903) a Bezručovým Slezským písním. Graficky upravil knižní vydání Masarykovy americké přednášky ve prospěch vzniku Československa jako nového poválečného státu.
- Grafika – mistrným způsobem použitá technika barevné mědirytiny a akvatinty.
  - krajiny – Krajina se stromy (1899), Vesnice pod stromy (1908).
  - Staropražský motiv, Hradčanské panoráma, Sníh.
  - Malíř a výtvarný kritik Miloš Jiránek o Preissigových pražských motivech: „Jsou to motivy často tak prosté, že jsme v denním životě chodili kolem nich nevšímavě, až umělec k našemu překvapení odhalil nám jejich intimní, netušenou krásu.“
- Užité formy grafiky – tapety, plakáty či knižní úpravy
- Technikami grafiky se zabýval i teoreticky – publikace Barevný lept a barevná rytina (1909).
- Malba (po r. 1934). K malířské abstrakci se dobíral postupně. Začínal jednoduchými kompozicemi se základními prvky, např. Strom (1936).

Dodržoval tyto zásady:
1. Dílo musí být interpretací, ne pokusem vypravovat svůj motiv, a selekcí hlavních fakt s náležitým zdůrazněním některého z motivů, jeho podřízenosti či nadřízenosti vůči jiným, úplným vynecháním nedůležitých a zřejmě nepodstatných nebo překážejících prvků.
2. Dílo nesmí nesmí vykročit z mezí svého prostředku vyjadřovacího.

Cestou malby uvažoval o obecnějších rovinách tvorby a života, o jejich podstatě. Sledoval vztahy světla, barvy, linie a prostoru, rytmy zrodu a zániku. A znovu experimentoval. Barvy na plátno stříkal, nanášel v silných vrstvách, vymýšlel postupy vytváření rozpraskaných a plasticky modelovaných linií.
- 1936: Zrození země, Kompozice s nitěmi a stuhami, Pavouci, Vertikály, horizontály, elipsy.

### Typografie

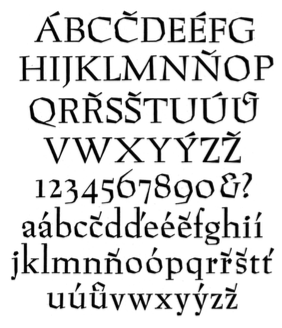
Preissigova antikva (1930)

Po návratu do Prahy (1903) pracoval v České slévárně písma. Pro potřeby svého ateliéru zakoupil písma Arlington, Cheltenham, Pabst, Post a Roycroft, ke kterým přikresloval česká diakritická znaménka. Během amerického pobytu navrhl první verzi své antikvy (1912). Preissigova antikva byla realizována v roce 1925 v písmolijně Státní tiskárny v Praze a byla prvně použita k tisku přednášky prezidenta republiky T. G. Masaryka při otevření Ústavu slovanských studií v Paříži. V roce 1999 písmo digitalizovali František Štorm a Otakar Karlas).

### Ostatní dílo
- Dopisy z Ameriky. Praha: Státní tiskárna, 1945. 33 s.

## Pamětní desky

### Pamětní deska – V. Preissig

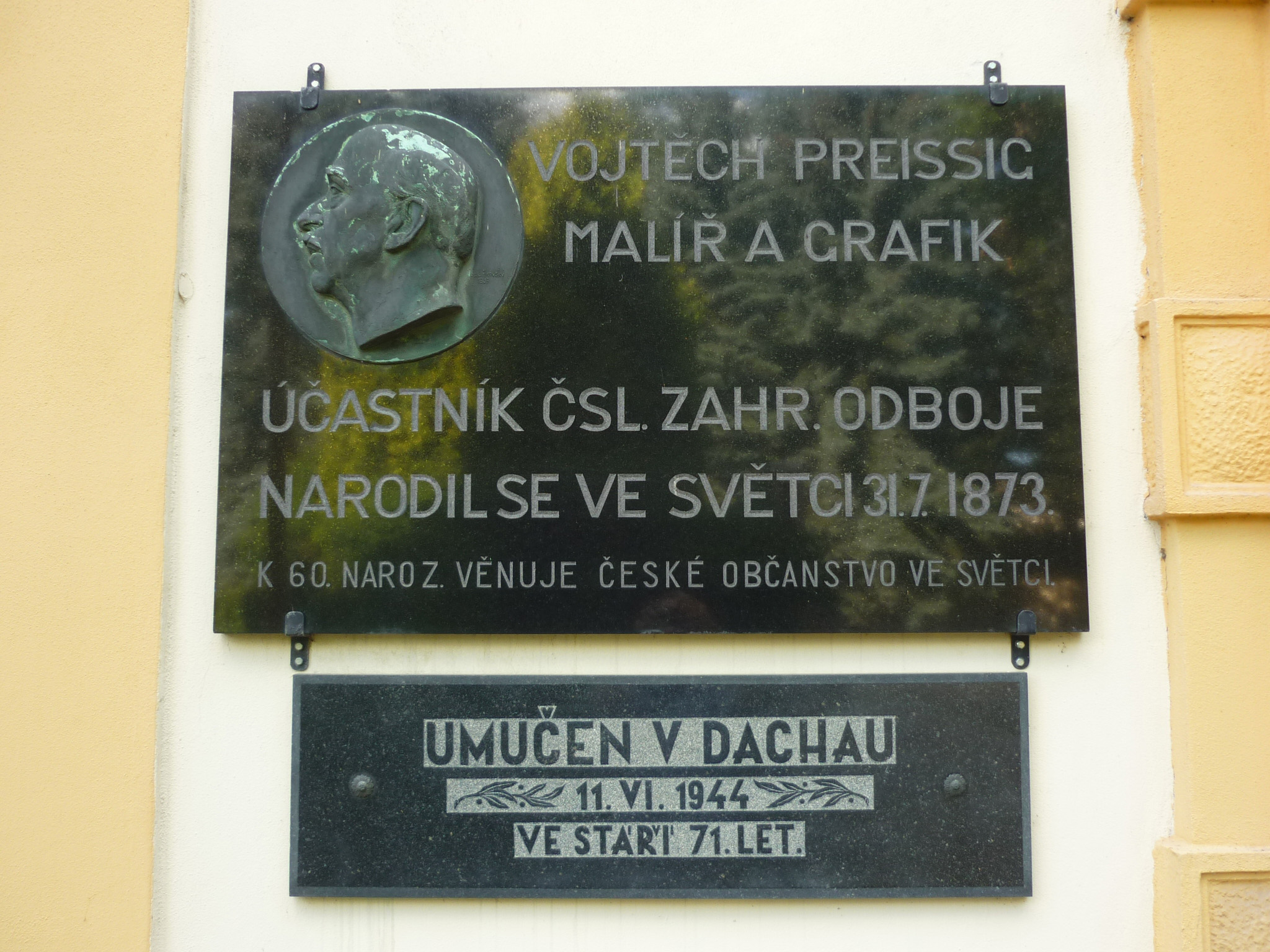
Pamětní deska v obci Světec

Pamětní deska je umístěna v obci Světec na zdi zámku u pravého vchodu směrem ze zámeckého nádvoří.   Na desce je nápis:
VOJTĚCH PREISSIG 
MALÍŘ A GRAFIK
ÚČASTNÍK ČSL. ZAHR. ODBOJE
NARODIL SE VE SVĚTCI 31.7.1873
K 60. NAROZ. VĚNUJE ČESKÉ OBČANSTVO VE SVĚTCI.

        UMUČEN V DACHAU
        11.VI.1944
        VE STÁŘÍ 71. LET.
pamětní deska 

### Pamětní deska V. Preissig a I. Bernášková

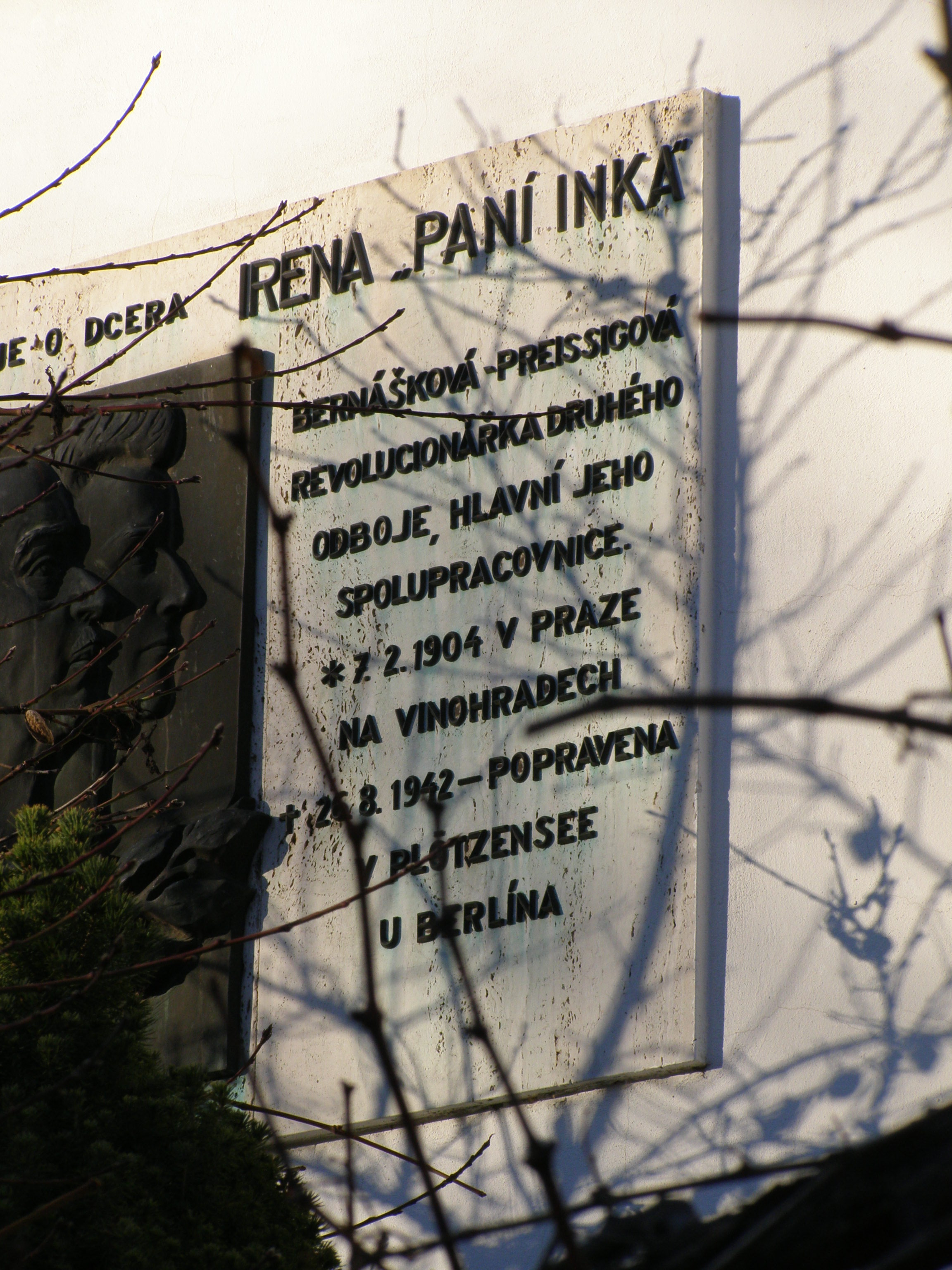
Pravá polovina pamětní desky
v Praze 4, Záběhlicích

Pamětní deska je umístěna na domě na adrese: Jihovýchodní VIII 944/11, 141 00 Praha – Záběhlice.   Za protektorátu se ulice jmenovala Südoststrasse VIII.  a bydlel zde Vojtěch Preissig. V jeho bytě se připravovala k vydání a od konce roku 1939 se zde i vydávala - od čísla 28 - "spořilovská" varianta ilegálního časopisu V boj.  Deska sestává z centrálního horního nápisu: VOJTĚCH PREISSIG A JEHO DCERA IRENA "PANÍ INKA". Pod ním se nachází reliéf dvou tváří z profilu; oba hledí směrem doprava. Blíže k pozorovateli je reliéf V. Preissiga, za ním v pozadí pak reliéf jeho dcery I. Bernáškové.
Podél levého svislého okraje reliéfu jsou uvedeny informace o Vojtěchu Preissigovi:
ČESKÝ MALÍŘ A GRAFIK 
ÚČASTNÍK PRVÉHO I 
DRUHÉHO REVOLUČNÍHO 
ZÁPASU ZA SVOBODU 
A ZAKLADATEL ČASOPISU 
        V BOJ 
* 31. 7. 1873 VE SVĚTCI 
† 11. 6. 1944 – UMUČEN 
        V DACHAU 
pamětní deska 
Podél pravé svislé hrany centrálního reliéfu jsou údaje o jeho dceři Ireně Bernáškové:
BERNÁŠKOVÁ – PREISSIGOVÁ 
REVOLUCIONÁŘKA DRUHÉHO 
ODBOJE, HLAVNÍ JEHO 
SPOLUPRACOVNICE
* 7. 2. 1904 V PRAZE 
    NA VINOHRADECH 
† 26. 8. 1942 – POPRAVENA 
    V PLÖTZENSEE 
    U BERLÍNA 
pamětní deska 

## Ocenění
- Na jeho počest je v obci Světec náměstí Vojtěcha Preissiga.[6]
- V roce 2012 mu byla udělena Cena Václava Bendy (in memoriam).[16]

## Preissigovo dílo – prof. PhDr. Tomáš Vlček, CSc.
Dílo Vojtěcha Preissiga od 60. let 20. století podrobně mapoval Tomáš Vlček. Některá Preissigova díla, která skončila ve sběrných surovinách, zachránil. Získal přes tisíc různých položek pro Památník národního písemnictví.